# Philippe Hosiasson
Philippe Hosiasson est un peintre français d'origine ukrainienne né à Odessa le 15 février 1898 (27 février dans le calendrier grégorien) et mort à Paris 19e le 13 juillet 1978. 
Philippe Hosiasson grandit à Odessa dans une famille de commerçants, parents de l’écrivain russe Boris Pasternak (1890-1960). Entre 1910 et 1912, Hosiasson voyage à Berlin avec ses parents et entre en contact avec l’avant-garde occidentale. Il commence très jeune à dessiner et en 1912 après un bref séjour à l'école des beaux-arts d’Odessa, étudie le droit et l'histoire de l'art à l'Université d’Odessa et se lie avec le peintre Fasini. en 1917, il publie un texte sur Le Gréco. en 1918, il épouse Olga Bilinski et en 1920 son université l'envoie à Rome où il fait la connaissance d'André Derain qui travaille pour les ballets de Diaghilev. Fasciné par les palais romains, il dessine ce qui l’entoure, la foule, les rues. En 1922, Hosiasson est à Berlin où il est à son tour décorateur de Ballets russes pour Boris Romanov, il arrive à Paris en 1924.

## Œuvres
- Portrait d'Adolphe Feder, huile sur toile, 156x92cm, Musée d'Art et d'Histoire du judaïsme, Paris[2] ;
- Les porteuses d'eau, huile sur panneau, 46 x 55 cm, dépôt du Fonds National d'Art Contemporain, Gray (Haute-Saône), musée Baron-Martin ;
- Sans titre 1966, huile sur toile, 170 x 260 cm, dépôt du Fonds National d'Art Contemporain, Gray (Haute-Saône), musée Baron-Martin.